# Cascera perscripta
Cascera perscripta är en fjärilsart som beskrevs av Rothschild 1917. Cascera perscripta ingår i släktet Cascera och familjen tandspinnare. Inga underarter finns listade i Catalogue of Life.